# Gonzalo Juanes
Gonzalo Juanes Cifuentes (Gijón, Asturias, 1923 - 9 de julio de 2014) fue un teórico de la fotografía y fotógrafo español, pionero en el uso del color.

## Biografía
Gonzalo Juanes era perito industrial de profesión, pero desde muy joven se interesó por la fotografía como medio de expresión. Con treinta años, en 1953, se trasladó a trabajar a Madrid, donde profundizaría en la técnica fotográfica y en su pasión por plasmar la vida urbana. Participó asiduamente en las tertulias de la Real Sociedad Fotográfica, donde se relacionó con Gabriel Cualladó, Leonardo Cantero, Paco Gómez y Joaquín Rubio Camín. En 1956 estuvo destinado en la ciudad de París durante tres meses, donde tuvo ocasión de frecuentar los ambientes fotográficos de la mano de su amigo el fotógrafo catalán Oriol Maspons. Ambos se hicieron socios de Afal, plataforma para la expresión de sus ideas renovadoras de la fotografía. Juanes introdujo en España las nuevas tendencias fotográficas internacionales a través sus artículos publicados en la revista Afal (1956/1963). Sus rigurosos análisis sobre William Klein (Afal mayo de 1960) e Irving Penn (Afal marzo de 1962) guardan la clave de su mirada fotográfica: sensible y a la vez exigente. Sus series fotográficas están construidas sobre un esquema conceptual que hila de forma sutil la realidad con la emoción, siempre en clave poética. La temática, tomada de su entorno más próximo –urbano y contemporáneo-, va más allá de la historia de los acontecimientos constituyendo un retrato de la mentalidad del hombre moderno.
En 1957 regresó a Gijón para trabajar como ingeniero en la Sociedad Española de Oxígeno.
En la década de 1960 su archivo de negativos bn se echó a perder. A partir de entonces Juanes fue alternando la fotografía en color (diapositiva) y en blanco y negro. No hizo exposiciones ni le gustó prodigarse en publicaciones. En 1991, más de 20 años después, con la exposición del Grupo AFAL en Almería vuelve a contactar con sus compañeros de generación del grupo fotográfico Afal integrado por autores de la talla de Carlos Pérez Siquier, Ramón Masats, Gabriel Cualladó, Ricard Terré, Joan Colom o Miserachs.
Su trabajo se dio a conocer en 2003 en una exposición antológica organizada por el Ayuntamiento de Gijón.

## Exposiciones individuales
- 2003 Museo Nicanor Piñole, Gijón. “El color de la vida”.
- 2003 Instituto Jovellanos, Gijón. "Ese declinar de la luz..." Exposición antológica comisariada por Laura Terré y producida por el Ayuntamiento de Gijón.

## Libros
- 2003. Laura Terré Alonso. Gonzalo Juanes. Ese declinar de la luz... Editorial: Lunwerg Ediciones. ISBN 978-84-7782-012-3
- 2008. La fábrica, Colección Photobolsillo, prologado por José Manuel Navia[4]

## Ensayos y artículos
Durante su época más actividad son numerosos los ensayos y artículos de Juanes sobre teoría fotográfica, temática o fotógrafos importantes, gran parte de las cuales fueron publicadas en la revista del Grupo AFAL de Almería